# Палі (мова)

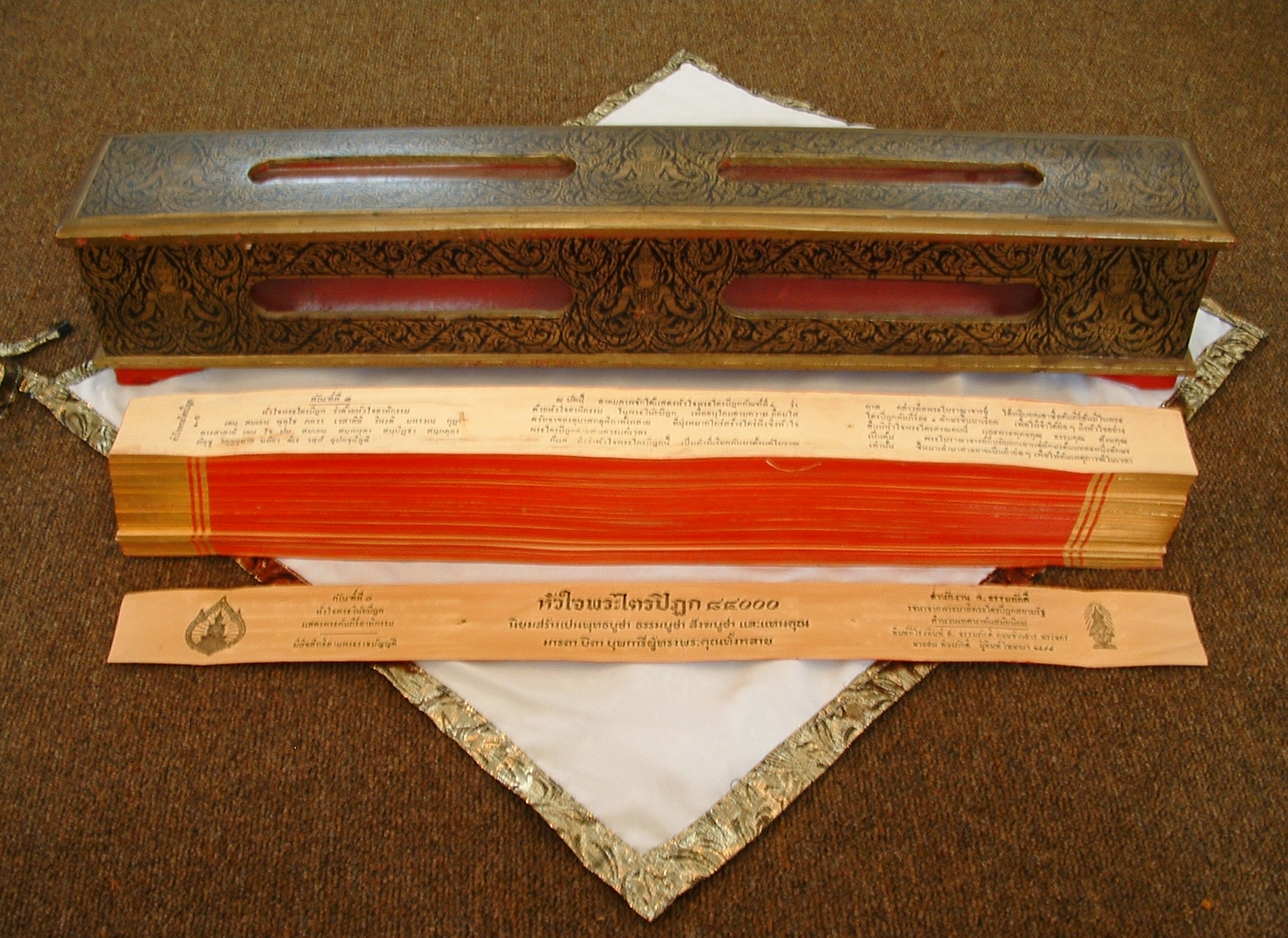
Приклад письма мовою палі: Трипітака

Палі (МФА: [paːli]) — один із пракритів, мова найстаріших буддійських текстів, зібраних у Палійському каноні. У наш час палі використовується винятково як літургійна мова буддизму напряму Тхеравада. Палі традиційно використовувало письмо брахмі та похідні від нього, однак у зв'язку з поширенням буддизму для запису буддійських текстів у різних країнах вживалися також місцеві системи письма.